# Tantely Andrianarivo
Tantely René Gabrio Andrianarivo (Ambositra, 25 maggio 1954 – Parigi, 31 agosto 2023) è stato un politico malgascio.
Ha ricoperto la carica di Primo ministro del Madagascar dal 23 luglio 1998 al 31 maggio 2002.